# Hampel-Haus

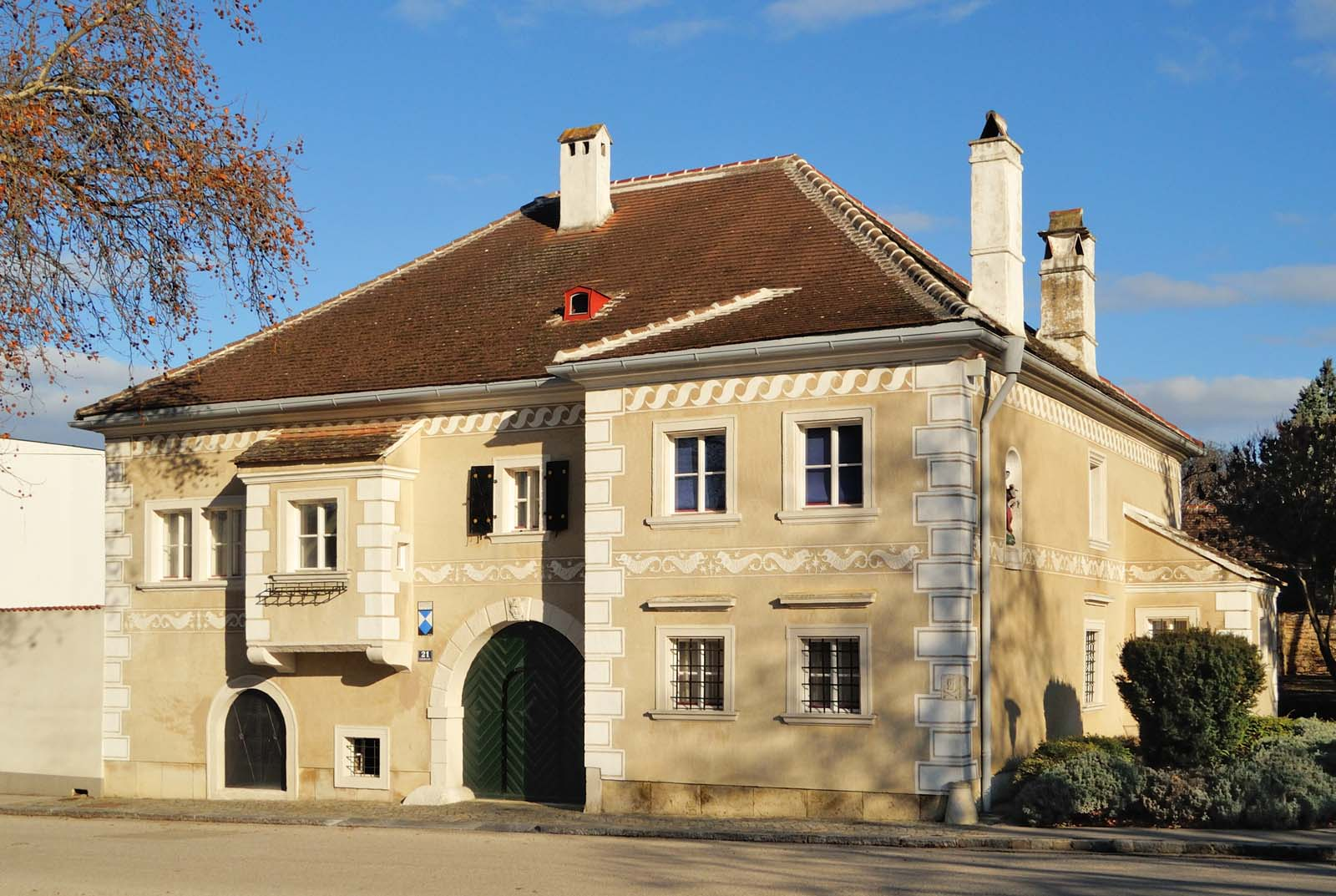
Hampel-Haus in Sommerein

Das Hampel-Haus steht in der Schloßstraße 21 in der Marktgemeinde Sommerein im Bezirk Bruck an der Leitha in Niederösterreich. Das Gebäude steht unter Denkmalschutz (Listeneintrag).

## Geschichte
Das Wohngebäude aus dem Ende des 16. Jahrhunderts wurde unter Verwendung von Resten der 1565 erbauten Wenzelkirche rekonstruiert. Das ruinöse barocke Gebäude wurde vom Architekten Karl Pelnöcker (1919–2002) erworben und in den 1960er Jahren restauriert.

## Architektur
Die zweigeschoßige hakenförmige Anlage hat straßenseitig im Obergeschoß einen Flacherker auf geschwungenen Kragsteinen. Die Fenster haben profilierte Steingewände. Das große Hauptportal und links davon das kleine Portal zum Kellerabgang sind rundbogig. Eine Rundbogennische trägt eine Figur Maria Immaculata aus der Mitte des 18. Jahrhunderts. Die Fassade zeigt Kratzputz.
Die Einfahrt hat ein Tonnengewölbe, weitere Gewölbe befinden sich im Keller, Erdgeschoß und Obergeschoß.